# Платитроктові
Платитроктові (Platytroctidae) — родина морських риб ряду Гладкоголовоподібні (Alepocephaliformes).
Багато видів мають світловий орган. У молодих риб він стоїть горизонтально, а в дорослих спрямований донизу. Система підшкірних каналів зазвичай з'єднана порами з кишеньками в лусках. Блакитно-зелена рідина, що світиться, надходить із чорного плечового мішка, розташованого під плечовим поясом, через помітний отвір у трубчастому сосочку, що знаходиться трохи нижче бічної лінії.
Грудні плавці мають по 14-28 променів, черевні по 6-10 (у Platytroctes apus черевні плавці відсутні). Плавальний міхур відсутній. 4-8 зябрових променів. 40-52 хребця. Максимальна довжина близько 30 см.
Станом на лютий 2023 року родина включала 13 родів, як об'єднують 40 видів:
- Barbantus  Parr, 1951 (2 види)
- Holtbyrnia  Parr, 1937 (10 видів)
- Matsuichthys  Sazonov, 1992 (1 вид)
- Maulisia  Parr, 1960 (5 видів)
- Mentodus  Parr, 1951 (8 видів)
- Mirorictus  Parr, 1947 (1 вид)
- Normichthys  Parr, 1951 (3 види)
- Pectinantus  Sazonov, 1986 (1 вид)
- Persparsia  Parr, 1951 (1 вид)
- Platytroctes  Günther, 1878 (2 види)
- Sagamichthys  Parr, 1953 (3 види)
- Searsia  Parr, 1937 (1 вид)
- Searsioides  Sazonov, 1977 (2 види)